# Servicio Nacional de Protección Especializada a la Niñez y Adolescencia
El Servicio Nacional de Protección Especializada a la Niñez y Adolescencia (también conocido Servicio de Protección, Servicio Mejor Niñez, o simplemente, Mejor Niñez) es un organismo público chileno dependiente del Ministerio de Desarrollo Social y Familia, creado durante el segundo gobierno de Sebastián Piñera, a partir de la publicación de la ley n° 21.302. Su función es «restituir derechos y reparar el daño de los niños, niñas y adolescentes gravemente amenazados y vulnerados en sus derechos, siendo sujetos de atención de Mejor Niñez los niños, niñas y adolescentes y sus familias. Además, se ocupa de regular y controlar la adopción en Chile.

## Historia

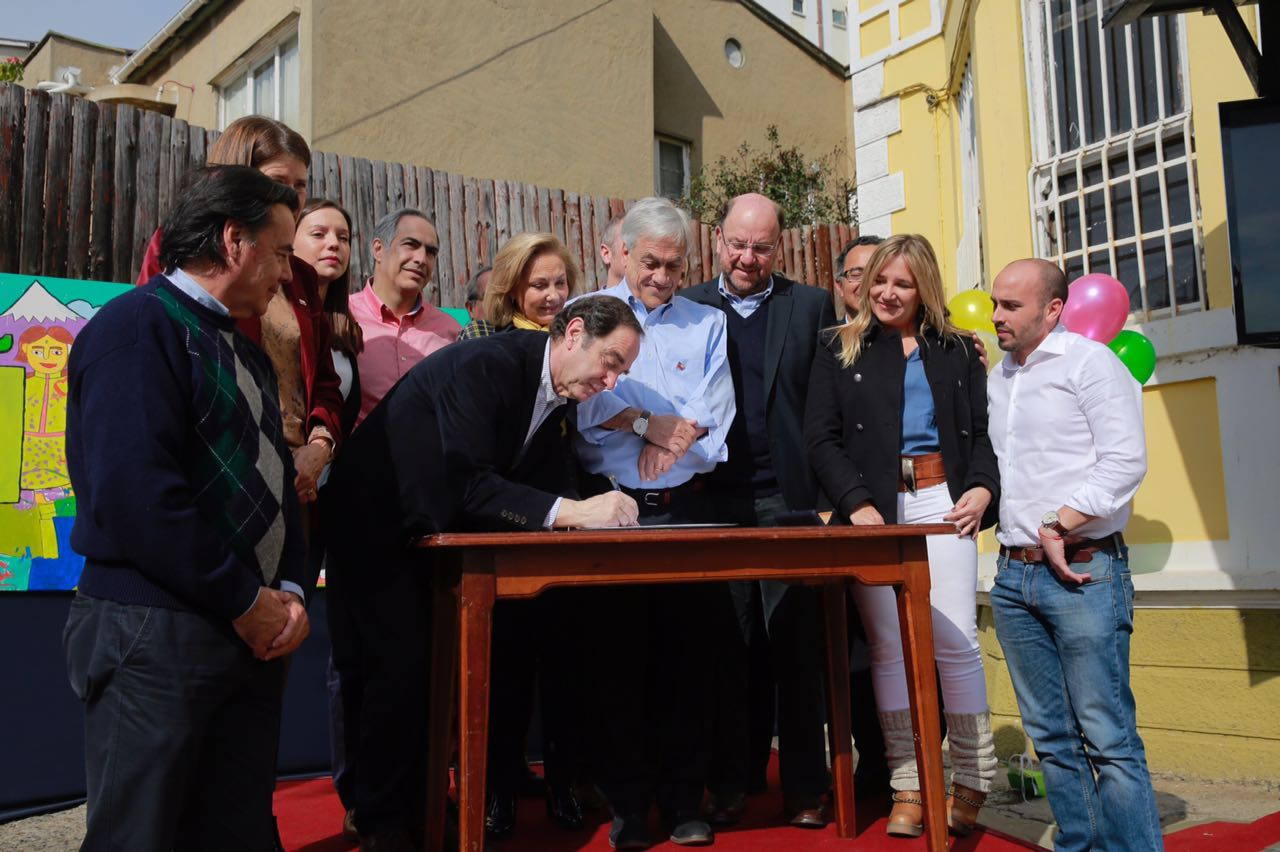
El ministro de Justicia y Derechos Humanos Hernán Larraín y el de Desarrollo Social y Familia Alfredo Moreno Charme, junto al presidente Sebastián Piñera y parlamentarios de Chile Vamos, firmando en Viña del Mar, el proyecto de ley que creó el «Servicio de Protección a la Niñez», 5 de agosto de 2018.

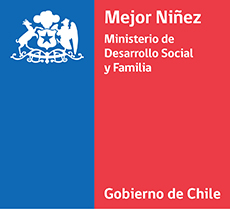
Antiguo logotipo del Servicio, cuando utilizaba el sobrenombre "Mejor Niñez" de manera oficial (2021-2023).

Luego de varios intentos de poder reformar el sistema de atención a los menores de edad en Chile, el 5 de agosto de 2018, el entonces presidente Sebastián Piñera envió al Congreso Nacional un proyecto de ley que pretendía eliminar el actual Servicio Nacional de Menores, el cual depende del Ministerio de Justicia y Derechos Humanos; reemplazándolo por el Servicio Nacional de Protección Especializada a la Niñez y Adolescencia, haciéndolo además, ahora dependiente del Ministerio de Desarrollo Social y Familia. El servicio, conocido comúnmente como "Mejor Niñez", comenzó a funcionar oficialmente el 3 de septiembre de 2021, siendo su primera directora, la exsubsecretaria de Educación Parvularia María José Castro Rojas. Con la creación del organismo, además, se produjo el cierre del CREAD de Playa Ancha. Por consiguiente, el entonces ministro de Bienes Nacionales, Felipe Ward, hizo entrega al Sename una casa ubicada en Cerro Alegre, la cual acogió a los niños y niñas que residían en dicho establecimiento cerrado.

## Misión y visión
La misión institucional del servicio es «proteger, restituir derechos y reparar el daño de niños, niñas y adolescentes gravemente amenazados o vulnerados, poniéndolos en el centro del actuar de la institución, junto a sus familias, fortaleciendo su desarrollo integral mediante equipos de profesionales y programas especializados, coordinados con el intersector y adaptados a sus necesidades y territorio».
Asimismo, la visión es que, «en un marco de protección de derechos, cada niño, niña y adolescente recupere la confianza en sí mismo y en su entorno, que le permita establecer vínculos sanos y desplegar al máximo sus potencialidades para desarrollarse y vivir en plenitud».

## Funcionamiento
Para responder a la misión que se propone el organismo, se establece que se deben desarrollar programas de atención, los que se organizan a través del establecimiento de cinco líneas de acción que son establecidas en el artículo n° 18 de la ley 21.302. Estas líneas de acción consideran la mejor forma de dar respuesta a las diversas necesidades de protección especializada que estos pueden presentar:
- Diagnóstico clínico especializado, seguimiento de casos y pericia: busca realizar evaluaciones integrales de todos los niños, niñas, adolescentes y de las familias que requieran de nuestra atención como Servicio, además de contar con la posibilidad de realizar evaluaciones especializadas en los casos que corresponda, desde un enfoque pericial.[4]
- Intervenciones ambulatorias de reparación: realizar intervenciones ambulatorias que están orientadas a la reparación de experiencias de vulneraciones que pudiesen haber generado daño en diversas magnitudes y esferas de la vida de los niños, niñas y adolescentes con el fin de detener las trayectorias de vulneración y evitar que sea una práctica habitual.[4]
- Fortalecimiento y vinculación: su enfoque es el apoyo a las familias o personas referentes de los niños, niñas y adolescentes, fortaleciendo sus habilidades de crianza y vinculación saludable. Dando énfasis al desarrollo de los niños, niñas y adolescentes en sus espacios familiares. Además, esta línea favorece el desarrollo de los proyectos de vida de los jóvenes que cumplan la mayoría de edad, incorporándolos en programas de cuidado alternativo.[4]
- Cuidado alternativo: se orienta a entregar cuidado alternativo a aquellos niños, niñas y adolescentes que sean separados de forma transitoria de sus familias de origen para resguardar su seguridad. El enfoque de esta línea es entregar cuidado de tipo familiar, estabilidad, contención y vínculos a los niños, niñas y adolescentes que se encuentren en esta situación.[4]
- Adopción: se hace cargo de los procesos de adopción a nivel nacional, siendo una parte más de los lineamientos de protección a los niñas, niñas y adolescentes, facilitando la articulación y desarrollo de procesos orientados hacia el bienestar de éstos y realizando todos los esfuerzos por entregar respuestas más oportunas a sus necesidades, favoreciendo su derecho a vivir en familia, sea esta de origen o adoptiva.[4]

## Organización
El organigrama del Servicio Nacional de Protección Especializada a la Niñez y Adolescencia es el siguiente:
Dirección Nacional
Gabinete
- Fiscalía
- Departamento de Auditoría Interna
- Departamento de Planificación y Control de Gestión
- Unidad de Atención Ciudadana y Transparencia
- Unidad de Comunicaciones y Asumtos Externos

Subdirección Nacional
- División de Administración y Finanzas
  - Departamento de Gestión Financiera
    - Unidad de Presupuesto
    - Unidad de Convenios y Transferencias
    - Unidad de Contabilidad
    - Unidad de Tesorería

  - Departamento de Logística
    - Unidad de Compras y Abastecimiento
    - Unidad de Servicios Generales
    - Unidad de Gestión de la Infraestructura
    - Oficina de Partes

  - Departamento de Tecnología y Sistemas
    - Unidad de Desarrollo de Sistemas
    - Unidad de Soporte Tecnológico
- División de Gestión y Desarrollo de Personas
  - Departamento de Desarrollo de Personas
    - Unidad de Gestión de la Dotación
    - Unidad de Desarrollo de Personas

  - Departamento de Administración de Personas
    - Unidad de Remuneraciones
    - Unidad de Procesos de Personas

  - Departamento de Bienestar Social y Salud Ocupacional
    - Unidad de Prevención de Riesgos
    - Unidad de Bienestar
- División de Supervisión, Evaluación y Gestión
  - Departamento de Acreditación y Gestión de Colaboradores
    - Unidad de Acreditación
    - Unidad de Gestión y Evaluación de Colaboradores

  - Departamento de Supervisión y Fiscalización
    - Unidad de Supervisión Técnica
    - Unidad de Supervisión Financiera y Administrativa
    - Unidad de Fiscalización
- División de Estudios y Asistencia Técnica
  - Departamento de Estudios y Gestión de la Información
    - Unidad de Estudios
    - Unidad de Análisis y Gestión de la Información

  - Departamento de Asistencia y Transferencia Técnica
    - Unidad de Asistencia Técnica Especializada Técnica
    - Unidad de Transferencia
- División de Servicios y Prestaciones[Nota 3]
  - Departamento de Diseño y Evaluación
    - Unidad de Diseño de Programas
    - Unidad de Evaluación de Programas

  - Departamento de Gestión Territorial
    - Unidad de Implementación de la Oferta
    - Unidad Territorial

  - Departamento de Adopción
    - Unidad de Adopción
    - Unidad de Búsqueda de Orígenes

## Directores nacionales
| Retrato | Titular                 | Partido | Inicio                  | Final               | Presidente                 |
| ------- | ----------------------- | ------- | ----------------------- | ------------------- | -------------------------- |
|         | María José Castro Rojas | Ind.    | 3 de septiembre de 2021 | 31 de marzo de 2022 | Sebastián Piñera Echenique |
|         | Gabriela Muñoz Navarro  | Ind.    | 1 de abril de 2022      | 8 de abril de 2024  | Gabriel Boric Font         |
|         | Victoria Becerra (s)    |         | 9 de abril de 2024      | actual              | Gabriel Boric Font         |

### Redes sociales
- Servicio Nacional de Protección Especializada a la Niñez y Adolescencia en X (antes Twitter)
- Servicio Nacional de Protección Especializada a la Niñez y Adolescencia en Instagram
- Servicio Nacional de Protección Especializada a la Niñez y Adolescencia en Facebook

- Datos: Q111687846